# (26689) Smorrison
(26689) Smorrison est un astéroïde de la ceinture principale.

## Description
(26689) Smorrison est un astéroïde de la ceinture principale. Il fut découvert le 23 mars 2001 à Socorro (Nouveau-Mexique) par le projet LINEAR. Il présente une orbite caractérisée par un demi-grand axe de 2,52 UA, une excentricité de 0,02 et une inclinaison de 4,5° par rapport à l'écliptique.

## Compléments